# Буров, Николай Александрович
Николай Александрович Буров (1 июня 1914, Курьяниха, Лузгаринская волость, Егорьевский уезд, Рязанская губерния, Российская империя—2 сентября 1967 года, Суворов, Суворовский район, Тульская область, РСФСР, СССР) — советский энергетик.

## Биография
Родился 1 июня 1914 года в деревне Курьяниха (в Лузгаринской волости) Егорьевского уезда Рязанской губернии Российской империи (ныне — в Кривандинском сельском поселении Шатурского района Московской области Российской Федерации).
В 1930 году окончил школу фабрично-заводского ученичества и устроился на работу слесарем на Шатурской государственной районной электростанции имени В. И. Ленина (ныне принадлежит публичному акционерному обществу «Юнипро»). Позже был повышен до мастера-ремонтника.
В октябре 1939 года оканчивал Шатурский энергетический техникум (ныне — Государственное бюджетное профессиональное образовательное учреждение Московской области «Шатурский энергетический техникум»), но был призван в Вооружённые Силы СССР незадолго до окончания обучения, службу проходил в городе Барановичи (в Краснознамённом Белорусском военном округе ВС СССР; в Барановичской области Белорусской Советской Социалистической Республики СССР; ныне — в Брестской области Республики Беларусь).
В период Великой Отечественной войны был техником связи Управления военных сообщений ВС СССР, участвовал в битве за Москву. Дослужился до звания старшего сержанта, но в 1944 году получил тяжёлое ранение.
К осени 1945 года восстановился, был комиссован из действующей армии, вернулся на работу в Шатурскую ГРЭС. В 1946 году окончил энергетический техникум. В 1948 году был повышен до старшего мастера.
В 1953 году перешёл на работу на открывшуюся Черепетскую государственную районную электростанцию имени Д. Г. Жимерина (ныне принадлежит публичному акционерному обществу «Интер РАО») в должности старшего мастера котлотурбинного цеха.
Скончался 2 сентября 1967 года в городе Суворов (в Суворовском районе Тульской области) СССР (ныне — в Суворовском районе Тульской области РФ).

## Награды
- Медаль «За оборону Москвы» (1 мая 1944 года)[3];
- Медаль «За боевые заслуги» (5 ноября 1944 года)[3];
- Медаль «За отвагу» (11 июня 1945 года)[3];
- Медаль «За трудовое отличие» (28 мая 1952 года)[3];
- Орден «Знак Почёта» (20 сентября 1962 года)[3];
- Почётное звание «Герой Социалистического Труда» с вручением медали «Серп и Молот» и ордена Ленина (4 октября 1966 года)[3].